# 高观镇 (剑阁县)
高观镇，原为高观乡，是中华人民共和国四川省广元市剑阁县曾经下辖的一个镇。2018年撤乡设镇。区划代码改为510823124。2020年5月，撤销高观镇，将原高观镇所属行政区域划归剑门关镇管辖。

## 行政区划
高观镇撤销前下辖以下地区：
黄坪村、元岭村、向阳村、健民村、龙山村、新田村、张帽村、茶坪村、禾丰村、田坝村和鸡鸣村。